# Dominická kuchyně

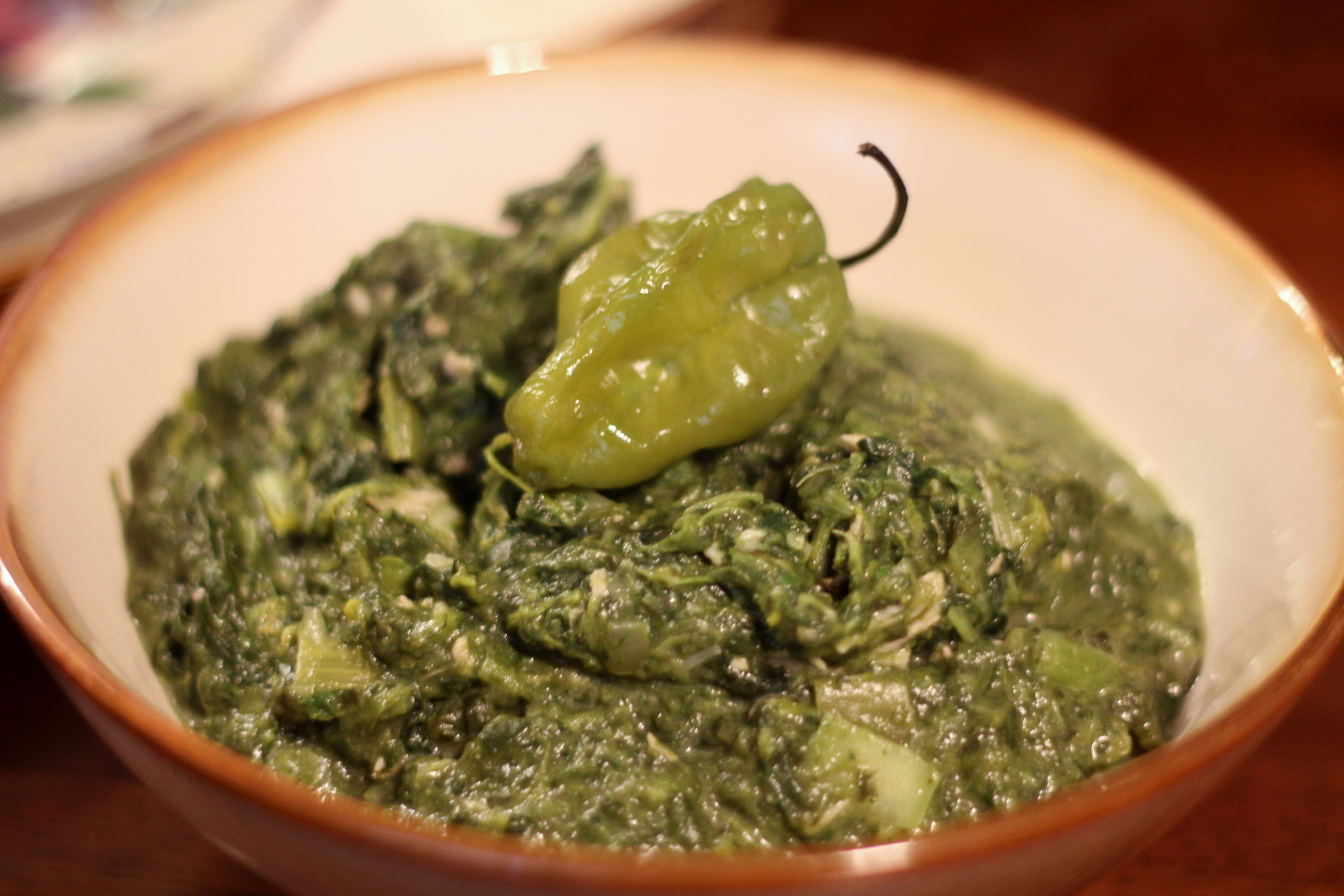
Callaloo

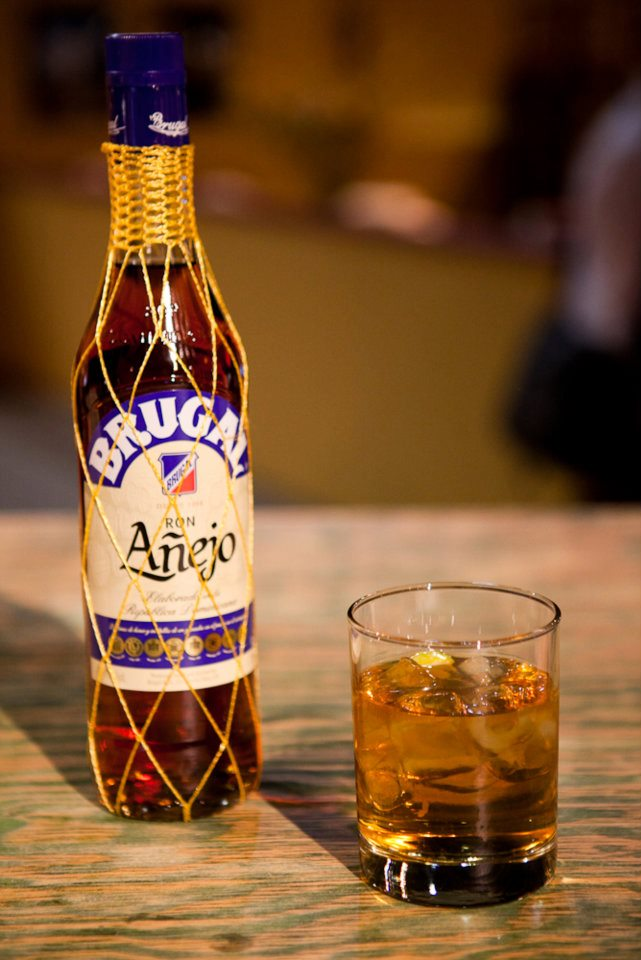
Rum

Dominická kuchyně (anglicky: Dominica cuisine) je typickou karibskou a kreolskou kuchyní. Využívá především dostupné suroviny, jako tropické ovoce, plantainy nebo batáty (sladké brambory). Z masa jsou populární ryby a mořské plody, dále drůbež. 
Dříve velice populárním pokrmem byla opékaná žába označovaná jakou mountain chicken (v překladu horské kuře), přesněji se jedná o žábu druhu Leptodactylus fallax, čeleď hvízdalkovití. Protože se ale jedná o ohrožený druh, byl její lov v roce 2013 omezen. Dříve byla často označovaná jako národní jídlo Dominiky, dnes se za národní jídlo považuje callaloo.

## Příklady dominických pokrmů a nápojů
Příklady dominických pokrmů a nápojů:
- Callaloo, pokrm z dušených listů taro (kolokázie jedlá)[4]
- Nasolované ryby
- Opékané a plněné krabí maso[5]
- Bello hot pepper sauce, chilli omáčka[6]
- Rum
- Ovocné šťávy
- Čaj
- Sea moss drink, nápoj z mořských řas[7]